# Чемпіонат СРСР з футболу 1981: п'ята зона другої ліги
Чемпіонат УРСР з футболу 1981 — 11-й турнір серед команд української зони другої ліги. Тривав з 4 квітня по 20 жовтня 1981 року.

## Огляд
Доля першого місця серед команд другої зони вирішилася у Вінниці, де зустрічалися претенденти на звання чемпіона України — криворізький «Кривбас» і місцева «Нива». Лише перемога давала вінничанам наію боротися за першість. Гостей влаштовувала нічия і вони її досягли: матч закінчився без голів — 0:0. за два тури до закінчення чемпіонату «Кривбас» став недосяжним, вчетверте здобувши звання чемпіона.
Давно так високо не піднімалася у турнірній таблиці вінницька «Нива». Навіть поразки у двох останніх турах не змогли порушити «срібного» спокою вінничан, які упродовж усього сезону демонстрували гру високого ґатунку, а після першого кола навіть очолювали турнірну таблицю.
Долю третього місця вирішував останній тур. Дві команди — ровенський «Авангард» та чернівецька «Буковина» претендували на бронзові нагороди. Кращі шанси були у ровенців: вони випереджали суперників на два очка. Але програй «Авангард» останній матч і буковинці, вигравши в «Стахановця», за кількістю перемог обходили їх. «Бронза» дісталася все ж футболістам з Рівного, які в гостях здобули заповітне очко і вперше стали призерами. 
Для чернівецьких футболістів четверте місце — відносна невдача. Тривалий час буковинці лідирували в першості. але згодом у грі намітився спад, команда програла кілька матчів поспіль, все ж зуміла мобілізуватися і посісти почесне місце.
Певних успіхів досягли севастопольська «Атлантика», горлівський «Шахтар» і луцьке «Торпедо». На більше міг розраховувати миколаївський «Суднобудівник». Вдало виступив дебютант першості — «Колос» з села Межиріч Павлоградського району Дніпропетровської області (10-те місце).
Не на повну силу виступали львівські армійці та чернігівська «Десна» й ужгородська «Говерла». постійними аутсайдерами залишаються «Колос» (Полтава), «Дніпро» (Черкаси), «Стахановець» (Стаханов), «Металург» (Дніпродзержинськ). Позначилося це і на популярності футболу в містах: тут найнижчі показники відвідування.

## Підсумкова таблиця
| Місце | Команда                       | В  | Н  | П  | М'ячі | О  |
| ----- | ----------------------------- | -- | -- | -- | ----- | -- |
| 1     | «Кривбас» (Кривий Ріг)        | 25 | 15 | 4  | 68—33 | 65 |
| 2     | «Нива» (Вінниця)              | 23 | 11 | 10 | 60—34 | 57 |
| 3     | «Авангард» (Рівне)            | 21 | 14 | 9  | 62—23 | 56 |
| 4     | «Буковина» (Чернівці)         | 23 | 9  | 12 | 58—28 | 55 |
| 5     | «Суднобудівник» (Миколаїв)    | 19 | 13 | 12 | 50—39 | 51 |
| 6     | «Атлантика» (Севастополь)     | 18 | 15 | 11 | 64—40 | 51 |
| 7     | «Шахтар» (Горлівка)           | 16 | 19 | 9  | 53—44 | 51 |
| 8     | «Торпедо» (Луцьк)             | 20 | 8  | 16 | 56—35 | 48 |
| 9     | СКА (Львів)                   | 16 | 15 | 13 | 49—47 | 47 |
| 10    | «Колос» (Межиріч)             | 19 | 8  | 17 | 50—49 | 46 |
| 11    | «Спартак» (Житомир)           | 15 | 13 | 16 | 38—47 | 43 |
| 12    | «Десна» (Чернігів)            | 13 | 15 | 16 | 48—38 | 41 |
| 13    | «Океан» (Керч)                | 13 | 14 | 17 | 45—51 | 40 |
| 14    | «Поділля» (Хмельницький)      | 15 | 9  | 20 | 45—64 | 39 |
| 15    | «Кристал» (Херсон)            | 15 | 9  | 20 | 62—73 | 39 |
| 16    | «Новатор» (Жданов)            | 14 | 11 | 19 | 41—63 | 39 |
| 17    | «Зірка» (Кіровоград)          | 10 | 19 | 15 | 36—36 | 39 |
| 18    | «Говерла» (Ужгород)           | 13 | 12 | 19 | 41—44 | 38 |
| 19    | «Колос» (Полтава)             | 11 | 16 | 17 | 33—61 | 38 |
| 20    | «Дніпро» (Черкаси)            | 13 | 11 | 20 | 44—55 | 37 |
| 21    | «Фрунзенець» (Суми)           | 9  | 19 | 16 | 36—56 | 37 |
| 22    | «Металург» (Дніпродзержинськ) | 8  | 13 | 23 | 31—71 | 29 |
| 23    | «Стахановець» (Стаханов)      | 10 | 6  | 28 | 34—73 | 26 |

## Результати
```
                 1   2   3   4   5   6   7   8   9   10  11  12  13  14  15  16  17  18  19  20  21  22  23  
1.Кривбас        xxx 1-0 1-1 1-0 1-0 1-1 2-2 1-0 4-1 2-1 3-0 0-0 1-1 3-2 7-0 2-1 1-2 0-0 3-0 2-1 4-2 2-1 3-0  
2.Нива           0-0 xxx 1—0 2-3 1-0 1-0 2-0 1-1 1-0 5-0 2-1 3-2 2-1 2-1 2-0 3-0 2-1 2-0 2-0 1-0 1-2 4-0 1-1  
3.Авангард       1-1 0-1 xxx 0-0 2-0 0-1 2-0 1-0 3-0 3-1 3-0 1-1 3-0 2-0 2-0 1-0 2-0 0-0 3-0 3-0 4-1 5-0 2-0  
4.Буковина       1-1 1-0 2-0 xxx 4-1 2-2 3-0 1-0 1-0 2-1 2-0 1-0 2-0 3-0 4-0 3-0 1-0 3-0 0-0 1-0 3-0 2-3 3-0  
5.Суднобудівник  2-1 1-0 1-0 1-0 xxx 0-1 3-2 2-0 1-1 1-0 2-0 1-1 0-0 3-0 0-0 0-0 2-1 0-2 1-1 2-0 2-0 3-0 1-0  
6.Атлантика      1-2 0-1 2-2 2-0 2-2 xxx 0-1 1-1 1-1 1-0 4-0 1-0 4-3 4-3 2-1 3-0 1-0 4-1 4-1 0-0 0-0 5-1 6-0  
7.Шахтар (Г)     0-0 1-1 0-0 2-1 1-2 1-1 xxx 0-0 2-1 1-1 1-0 2-0 0-0 2-0 1-0 0-0 1-0 1-0 3-2 2-0 0-0 3-1 4-1  
8.Торпедо (Л)    0-1 2-2 0-0 2-0 1-0 3-2 1-1 xxx 0-2 4-0 3-0 2-0 1-0 1-0 2-1 3-0 0-1 1-0 5-0 1-1 3-0 3-1 3-0  
9.СКА (Львів)    0-0 0-0 2-0 2-1 1-1 3-0 2-2 3-0 xxx 1-0 0-0 0-5 1-0 1-0 3-1 4-0 0-0 1-0 0-2 2-0 2-1 0-0 3-0  
10.Колос (М)     0-2 2-1 2-1 1-0 2-1 1-0 2-1 1-0 0-2 xxx 1-0 0-0 1-1 3-0 3-0 3-0 2-1 3-0 0-0 3-1 3-0 1-1 3-1  
11.Спартак       4-1 1-1 2-1 1-0 1-0 0-1 1-1 0-1 3-2 1-1 xxx 2-1 4-0 2-0 1-0 1-0 1-0 1-0 1-1 1-0 0-0 1-1 1-0  
12.Десна         0-1 1-0 0-3 1-0 0-1 0-0 2-0 1-0 1-1 0-0 3-0 xxx 1-1 1-1 2-3 2-0 1-1 0-0 3-0 5-0 1-1 3-0 3-0  
13.Океан         0-0 0-1 1-1 0-0 2-2 0-0 0-0 2-1 1-1 1-0 1-0 0-0 xxx 1-2 5-1 1-0 0-2 2-0 4-0 2-0 2-0 3-1 1-0  
14.Поділля       1-2 1-2 0-0 2-0 1-0 2-0 2-1 1-0 0-0 2-0 3-1 1-0 3-4 xxx 4-1 0-0 1-0 2-0 1-0 1-1 1-1 1-0 2-1  
15.Кристал       1-2 1-1 0-1 0-1 2-2 2-1 2-3 1-0 2-0 3-1 3-3 1-1 4-0 3-1 xxx 5-0 0-0 3-2 3-1 3-0 4-0 2-1 2-1  
16.Новатор       1-3 1-3 1-3 2-0 2-2 0-0 2-2 0-1 2-1 1-0 0-0 2-1 1-0 3-0 3-0 xxx 3-1 1-0 1-1 1-1 2-2 1-0 3-2  
17.Зірка         0-0 1-1 0-0 0-0 0-1 0-0 1-5 0-0 1-1 2-1 1-1 0-0 0-1 6-0 0-0 1-0 xxx 1-0 0-0 1-0 1-1 0-0 5-0  
18.Говерла       3-0 1-0 0-4 0-0 0-0 2-0 0-0 1-2 3-1 0-0 1-1 1-0 2-0 1-0 1-1 2-0 0-0 xxx 4-0 0-1 6-2 0-1 2-0  
19.Колос (П)     0-0 3-1 1-0 0-0 2-0 0-3 0-0 0-5 1-1 0-2 0-1 1-2 1-0 1-1 2-0 3-1 2-0 0-0 xxx 1-0 1-0 2-2 1-0  
20.Дніпро        0-2 1-1 1-1 0-1 2-1 2-1 4-0 1-3 5-0 0-1 0-0 4-2 2-0 3-1 2-2 1-2 1-1 1-1 2-0 xxx 2-1 1-0 2-0  
21.Фрунзенець    0-0 2-1 0-0 0-2 0-2 0-0 1-1 3-0 0-1 2-0 0-0 0-1 2-2 1-1 2-0 0-0 1-1 3-1 1-1 2-0 xxx 1-0 1-0  
22.Металург (Днд)2-3 0-1 0-0 0-3 2-2 0-2 1-1 1-0 1-1 1-2 1-0 1-0 1-0 0-0 2-1 0-1 0-2 1-4 0-0 0-0 0-0 xxx 0-3  
23.Шахтар (С)    0-1 0-0 0-1 1-1 0-1 0-0 0-2 1-0 1-0 3-1 1-0 1-0 3-2 4-0 1-3 2-3 2-1 1-0 1-1 0-1 0-0 2-3 xxx
```

## Бомбардири
Найкращі голеадори чемпіонату УРСР:
| Футболіст           | Команда                   | Голи |
| ------------------- | ------------------------- | ---- |
| Сергій Шевченко     | «Нива» (Вінниця)          | 22   |
| Віталій Дмитренко   | «Кривбас» (Кривий Ріг)    | 21   |
| Федір Васильченко   | «Шахтар» (Горлівка)       | 20   |
| Олександр Новиков   | «Колос» (Межиріч)         | 19   |
| Павло Петров        | «Атлантика» (Севастополь) | 17   |
| Володимир Чирков    | «Авангард» (Рівне)        | 16   |
| Вільгельм Теллінгер | «Поділля» (Хмельницький)  | 16   |

Найкращі бомбардири клубів і гравці, які забили не менше 10 голів:
- «Кривбас» — Віталій Дмитренко (21), Олександр Криштан (11);
- «Нива» (Вінниця) — Сергій Шевченко (22);
- «Авангард» — Володимир Чирков (16), Віктор Сахно (11);
- «Буковина» — Сергій Шмундяк (11);
- «Суднобудівник» — Юрій Смагін (14);
- «Атлантика» — Павло Петров (17), Олександр Муха (12), Василь Мартиненко (10);
- «Шахтар» (Горлівка) — Федір Васильченко (20);
- «Торпедо» (Луцьк) — Олександр Кулішевич (10), Микола Кльоц (10), Юрій Самошкін (10);
- СКА (Львів) — Володимир Сиверін (8), Іван Гамалій (8);
- «Колос» (Межиріч) — Олександр Новиков (19);
- «Спартак» — Володимир Шишков (12);
- «Десна» — Геннадій Горшков (14);
- «Океан» — Юрій Зуйков (13);
- «Поділля» — Вільгельм Теллінгер (16);
- «Кристал» — Олександр Середенко (14), Олексій Борщенко (12);
- «Новатор» — Валентин Дзіоба (9);
- «Зірка» — Олександр Алексєєв (10);
- «Закарпаття» — Костянтин Лобанов (12), Ярослав Лендел (11);
- «Колос» (Полтава) — Юрій Москалець (9);
- «Дніпро» — Микола Тимофеєв (7);
- «Фрунзенець» — Віктор Олійник (10);
- «Металург» — Володимир Ходус (6);
- «Стахановець» — Олександр Довженок (15);

## Призери
| 1. «Кривбас» |
| Воротарі: Володимир Шатохін (43, 32п), Олександр Микулець (1, 1п), Геннадій Титов (1, 1п). Захисники: Ігор Делі (44), Віктор Мудрий (44, 3), Віктор Никитюк (43, 4), Володимир Крошка (26), Вісвальдіс Данга (23), Микола Пелипенко (22). Півзахисники: Юрій Устинов (38), Анатолій Куцев (32, 1), Сергій Дієв (30, 8), Анатолій Єгоров (25), Леонід Туктаров (25, 3), Станіслав Коблик (20, 1), Сергій Зенченко (10), Володимир Кузьменок (7). Нападники: Олександр Криштан (43, 11), Віталій Дмитренко (42, 21), Сергій Алексєєв (22, 9), В'ячеслав Арсеньєв (4, 1), Геннадій Жир (1). Старший тренер — Валентин Тугарін, начальник команди — Віктор Алексанов, тренер — Валентин Новиков.                                                |
| 2. «Нива» (Вінниця) |
| Воротарі: Валерій Паламарчук (29), Сергій Долинський (14, 15п), Микола Іванков (6). Захисники: Сергій Руденко (43, 1), Юрій Бондаренко (42, 3), Іван Вишневський (42, 1), Ігор Лисик (38, 3), Сергій Соботюк (17), Ігор Шаменков (8), Олексій Кислинський (4), Віктор Федоров (3). Півзахисники: Олег Мокшак (42, 2), Орест Козар (37, 6), Сергій Процюк (35, 2), Василь Рац (22, 3), Віктор Шиманський (19), Володимир Крайник (15), Ярослав Заяць (14, 3), В'ячеслав Дарвишев (7), Юрій Павлятенко (2). Нападники: Паша Касанов (44, 9), Сергій Шевченко (39, 22), Роман Щур (22, 5), Геннадій Щербатенко (1), Сергій Дудукалов (1). Старший тренер — Іван Терлецький, начальник команди — Георгій Кушнір, тренер — Анатолій Шидловський. |
| 3. «Авангард» |
| Воротарі: Віктор Калиш (26), Вадим Шевченко (20). Захисники: Олександр Петраков (44, 1), Василь Гриценко (38, 1), Тиберій Корпонай (37, 2), Микола Данилюк (28, 2), Віктор Фоменюк (29), Микола Суботта (6, 1), Сергій Кушнір (1). Півзахисники: Вадим Шельменко (41, 9), Георгій Яковишин (41, 3), Павло Басов (40), Юрій Лелюк (31, 2), Сергій Підлісний (28), Василь Борис (21, 1), Олег Федоров (19, 4), Олександр Довгалець (7, 1), Юрій Сердюк (7, 1), Володимир Хоменко (1). Нападники: Володимир Чирков (44, 16), Віктор Сахно (43, 11), Микола Ткаченко (18, 3), В'ячеслав Арсеньєв (15, 4). Старший тренер — Віктор Матвієнко, начальник команди — Іван Волик, тренер — Володимир Трошкін.                                        |

## Перехідний турнір
| М | Команда                   | 1   | 2   | 3   | І | В | Н | П | М'ячі | О |
| - | ------------------------- | --- | --- | --- | - | - | - | - | ----- | - |
| 1 | «Динамо» (Кіров)          |     | 3:0 | 3:1 | 4 | 3 | 0 | 1 | 9-4   | 6 |
| 2 | «Кривбас» (Кривий Ріг)    | 3:1 |     | 6:2 | 4 | 3 | 0 | 1 | 10-6  | 6 |
| 3 | «Актюбінець» (Актюбінськ) | 0:2 | 0:1 |     | 4 | 0 | 0 | 4 | 3-12  | 0 |

## Турнір КФК
Чемпіонат України серед колективів фізкультури стартував 2 травня 1981 року. Чемпіонське звання і путівку до другої ліги виборювали гравці 71 команди, що були розбиті на шість територіальних зон. Найкраще в зональних турнірах виступили футболісти «Енергії» з Нової Каховки, які втратили лише чотири очка, і «Ниви» з Підгайців, які не програли на першому етапі жодного матчу, зробивши всього п'ять нічиїх.
Фінальний турнір, в якому взяли участь шість переможців зон, проходив у Харкові. Переможець виявився за тур до закінчення змагань. Ним стала місцева команда «Маяк», яка вже в ранзі чемпіона зазнала поразки від «Ниви» з Підгайців. А підсумкова таблиця набула такого вигляду:
| Місце | Команда                  | В | Н | П | М'ячі | О |
| ----- | ------------------------ | - | - | - | ----- | - |
| 1     | «Маяк» (Харків)          | 4 | 0 | 1 | 10—3  | 8 |
| 2     | «Нива» (Підгайці)        | 2 | 2 | 1 | 6—4   | 6 |
| 3     | «Рефрижератор» (Фастів)  | 2 | 2 | 1 | 6—4   | 6 |
| 4     | «Енергія» (Нова Каховка) | 2 | 0 | 3 | 4—6   | 4 |
| 5     | «Зоря» (Хоростків)       | 1 | 1 | 3 | 3—5   | 3 |
| 6     | «Сокіл» (Ровеньки)       | 0 | 2 | 3 | 2—7   | 2 |